# Tineretul Moldovei
Tineretul Moldovei este un ziar din Republica Moldova. 